# Don’t Give Me Names
Don’t Give Me Names (englisch für ‚Gib’ mir keine Namen‘) ist das zweite Album der deutschen Rockband Guano Apes.

## Entstehung
1998 plante die Band zum ersten Mal ein neues Album. Zu dieser Zeit fehlten jedoch die Ideen und das Quartett befand sich in einem Kreativloch. Im Dezember 1998 nahmen sich die Guano Apes eine Auszeit in Dänemark. Dort jammten sie etwas und es entstanden einige Ideen für neue Songs. 1999 tourten sie fünf Wochen mit P.O.D. durch die USA.
Im Oktober 1999 fand die erste Studiosession für Don’t Give Me Names statt. Mit der Unterstützung ihres Produzententeams – bestehend aus Fabio Trentini und Wolfgang Stach – wurde das neue Album fertiggestellt.

## Titelliste
1. Innocent Greed (Guano Apes) – 3:49
2. No Speech (Guano Apes) – 3:29
3. Big in Japan (Marian Gold, Bernhard Lloyd, Frank Mertens) – 2:49
4. Money & Milk (Guano Apes) – 2:39
5. Living in a Lie (Guano Apes) – 4:33
6. Dödel Up (Guano Apes) – 3:38
7. I Want It (Guano Apes) – 3:19
8. Heaven (Guano Apes) – 4:59
9. Mine All Mine (Guano Apes) – 3:49
10. Too Close to Leave (Guano Apes) – 3:33
11. Gogan (Guano Apes) – 2:48
12. Anne Claire (Guano Apes) – 5:35
13. Ain't Got Time (Guano Apes) – 2:42
14. Living in a Lie (Unplugged) (Guano Apes) – 4:27
15. Anne Claire (Unplugged) (Guano Apes) – 5:08

## Singles

### Big in Japan
Die erste Single Big in Japan (eine Coverversion des Songs von Alphaville) wurde am 20. März 2000 veröffentlicht. Die höchste Chartposition in Deutschland war Platz 9, in der Schweiz Platz 24 und in Italien Platz 5. Als Zusatzsongs befinden sich auf der Single Gogan, I Want It, La Noix und Big in Japan als Space Jazz Dubmen Mix. Sie wurde auch als 3-Track-Standard-Maxi veröffentlicht. Durch eine Anfrage von Herbert Grönemeyer, sollten die Guano Apes für den Pop-2000-Sampler einen Song aus 50 Jahren deutscher Rock- und Popmusik neu interpretieren.
Friedel, der die Cover gestaltet, hatte ein japanisches Bild aufgetrieben, das zum Cover von Big in Japan passt. Darauf befanden sich Schriftzeichen, die niemand verstand. Daraufhin ging Friedel zum Goethe-Institut in Göttingen und fragte dort japanische Studenten, von denen er erfuhr, dass die Schriftzeichen Stop bedeuteten. Da kam ihm die Idee, den Bandnamen ins Japanische übersetzen zu lassen. Nach einiger Zeit einigte man sich auf die Übersetzung Affen Kacke.
Das Video wurde am 9. Februar 2000 im Foyer der Tonhalle Düsseldorf unter der Regie von Ercin Filizli gedreht. Die Zwischenschnitte wurden eine Woche später in Barcelona gedreht. Der Dreh dauerte die ganze Nacht lang. Das Tor in dem Video gibt es gar nicht, sondern wurde extra gebaut.
Ihren ersten Fernsehauftritt mit Big in Japan hatten die Guano Apes bei der Echo-Verleihung in Hamburg. Sie mussten Playback spielen, weil die Techniker die Umbauten nicht in der kurzen Zeit hinbekommen hatten.

### No Speech
Die zweite Single war No Speech, die am 26. Mai 2000 veröffentlicht wurde. Die höchste Chartposition in Deutschland war Platz 75, in Italien Platz 30 und in Portugal Platz 16. Als Zusatzsongs befinden sich auf der Single Mine All Mine und Ain't Got Time. Es wurde nur für Radio- und Clubpromotion veröffentlicht.
Das Video beruht auf dem Film Das Duell. Dafür hatte sich Regisseur Oliver Sommer ein Remake dieses Streifens ausgedacht. Der Drehort war eine Wüste bei Los Angeles.

### Living in a Lie
Die dritte Single war Living in a Lie, die am 2. Oktober 2000 veröffentlicht wurde. Die höchste Chartposition in Deutschland war Platz 84. Als Zusatzsongs befinden sich auf der Single Rain (Live), Don’t You Turn Your Back on Me und Living in a Lie (Album Version). Ein Multimediapart ist ebenfalls vorhanden. Sie wurde auch als 3-Track-Standard-Maxi veröffentlicht. Das Cover bezieht sich auf ein Motiv auf Sandras T-Shirt, dass in dem Video zu Big in Japan schon einmal zu sehen war.

### Dödel Up
Am 29. Januar 2001 wurde die vierte Single Dödel Up veröffentlicht. Die höchste Chartposition in Deutschland war Platz 57. Als Zusatzsongs befinden sich auf der Single Cuts, Candy Love, Dödel Up (Kukliczi Mix) und Dödel Up (Album Version). Sie wurde auch als 2- und 3-Track-Standard-Maxi veröffentlicht. Ein Multimediapart ist ebenfalls vorhanden. Dödel Up ist ein ziemlich alter Titel. Die ersten Fragmente entstanden schon während der Aufnahme des Albums Proud Like a God im Jahr 1996/97. Damals war der Song aber noch nicht ganz fertig. Laut Plan sollte er eigentlich im Spätsommer 2000 als dritte Singleauskopplung von Don’t Give Me Names erscheinen. Wegen der Promotour durch Amerika konnte kein Video gedreht werden. Dadurch kam dann die Idee eines Zeichentrickfilms auf.

## Charts
In den österreichischen Charts hielt sich das Album 1 Woche auf Platz 1 und 16 Wochen in den Charts.

## Auszeichnungen für Musikverkäufe
| Land/Region        | Auszeichnungen für Musikverkäufe (Land/Region, Auszeichnung, Verkäufe) | Verkäufe |
| ------------------ | ---------------------------------------------------------------------- | -------- |
| Deutschland (BVMI) | Gold                                                                   | 150.000  |
| Portugal (AFP)     | Platin                                                                 | 40.000   |
| Schweiz (IFPI)     | Gold                                                                   | 25.000   |
| Insgesamt          | 2× Gold · 1× Platin ·                                                  | 215.000  |